# Stenen Molen (Zwevegem)
De Stenen Molen of Klockemolen is een windmolen in de West-Vlaamse plaats Zwevegem. De molen staat in de Avelgemstraat en wordt beschermd als monument sinds 1942.

## Geschiedenis
De Stenen Molen werd gebouwd in 1798 in opdracht van de bouwheren Jan De Kimpe en Jan Ferdinand De Bal (geneesheer te Zwevegem). Oorspronkelijk was de molen een grondzeiler.
Halverwege de 19de eeuw werd de molen opgemetseld, waardoor de molen meer wind kon vangen. De cirkelvormige omgang dateert uit die tijd. Oorspronkelijk was de molen een korenmolen en een haverpletter. Later werd het ook een olieslagmolen. Op het eind van de 19e eeuw werd bij de molen een gebouwtje geplaatst en een schoorsteen. In het gebouwtje plaatste men een stoommachine. In de molen werden aanpassingen gedaan. Zo werd het slagwerk met drie laden en persen uitgebroken. Ook de platstenen onder de gaanderij werden verwijderd. In 1890 kreeg de molen zijn unieke zeteldakconstructie.
De stoommachine werd in 1927 vervangen door een elektrische motor. Deze had dezelfde functie als de stoommachine. De elektrische motor stond in de gaanderij. Het gebouwtje en de schoorsteen voor de stoommachine waren overbodig geworden en werden in 1929 afgebroken. Ook werd de vloer van de meelzolder verlaagd. De koningsspil (de hoofdas) werd in 1949 schuin afgezaagd. Nu werd er nog enkel mechanisch gemalen.
In 1955 werd de Brusselse "vzw De Vrienden van de Koninklijke Commissie voor Monumenten en Landschappen" eigenaar van de molen, die in 1957 naar het oosten werd gedraaid. In 1958 gaf men opdracht de buitenzijde te herstellen. De resten van de verdekkering werden verwijderd en de traditionele windplanken kwamen weer aan de molen. Tot 1959 bleef de molen in werking.
De gemeente Zwevegem werd in 1974 eigenaar van de molen. Rond 1980 liet de gemeente dringende onderhoudswerken uitvoeren; zo werden bijvoorbeeld de wieken hersteld. De volgende restauratiefases vonden tussen 1990 en 1995 plaats. Onder meer het onderste deel van de koningsspil werd opnieuw aangebracht. Deze restauraties geven de Stenen Molen zijn oude glorie terug. Het binnenwerk van de molen is niet meer aanwezig; het was verkocht door de vorige eigenaars.

## Interieur
Beneden liggen twee grafzerken uit de 16de eeuw. De grafzerken zijn van priors van het voormalige klooster van Sion te Kortrijk. Vroeger waren er twee koppels plettersstenen en een slagwerk met drie laden met stampers aanwezig. Deze stampers werden gebruikt om de olie uit de zaden te slaan. Het eerste koppel plettersstenen werd gebruikt om het zaad (koolzaad of lijnzaad) vooraf te breken. De stenen stonden rechts onder de gaanderij. Het andere koppel werd gebruikt om lijnkoeken te malen tot lijnmeel. Ook was er een haverpletter aanwezig. Deze werd gevoed vanuit een grote bak, die vanop de meelzolder werd gevuld met haver. Dit alles werd in werking gezet door de wind, later door een stoommachine en nog later door een elektrische motor.
Nu is er niet veel meer aanwezig van het binnenwerk. Op de benedenverdieping ziet men nog de twee grafzerken en twee plettersstenen die tegen de muur liggen. Op de tweede zolder vindt men nog één maalsteen terug. Ook de koningsspil is nog aanwezig. Daarop staat volgende opschrift: "Gustaf/Deconinck/M/Deerlyk/1890". Deze is op ca. 1 m van de zoldering afgezaagd.

## Exterieur
Oorspronkelijk was de molen een grondzeiler. In later tijd werd de molen opgemetseld om de molen meer wind te laten vangen. Het bewijs dat de molen vroeger een grondzeiler was, vindt men in het feit dat de kuip van de molen met deur- en venstergaten tot op de grond doorloopt. De vensterschikking van de molen wijst erop dat de molen zeer oud is. Het wiekenkruis van De Stenen Molen is 24 meter lang. De romp van de molen bestaat uit witgekalkt baksteen en heeft een gebroken kap met daarop het wolfsdak.

## Eerste Eigenaars
- Jan Ferdinand De Bal, geneesheer te Zwevegem. Hij overleed in Zwevegem op 27 augustus 1814. Zijn erfgenamen hebben hun deel van de Stenen Molen verkocht aan de familie De Kimpes.
- Fredericus De Kimpe, gemeenteontvanger te Zwevegem. Hij bezat ook de Molen te Perr in Sint-Denijs. Hij overleed op 11 augustus 1844. Zijn dochter, Silvie Euphrasie, kreeg De Stenen Molen. Zij trouwde met Honoré Désiré Vancauwenberghe (geneesheer te Anzegem). Zo kwam de molen in de handen van de familie Vancauwenberghe.

- Inventaris van het Bouwkundig Erfgoed (Vlaanderen): 80841